# Gare de Leucate-La Franqui
Gare de Leucate-La Franqui – stacja kolejowa w Leucate, w regionie Aude, w regionie Oksytania, we Francji. Znajduje się 3 km na północ od Leucate, 1 km od miejscowości La Franqui i około 2,5 km od morza.
Została otwarta w 1858 przez Compagnie des chemins de fer du Midi et du Canal latéral à la Garonne. Jest stacją Société nationale des chemins de fer français (SNCF), obsługiwaną przez pociągi regionalne TER Languedoc-Roussillon.